# 黄泥河 (南盘江)
黄泥河，是流经中国云南省与贵州省的一条省际河流，是西江南盘江段左岸支流，也是南盘江最大的支流。河长257公里，流域面积7645平方公里，比降5.07‰。

## 干流概况
黄泥河发源于云南省曲靖市富源县县城中安镇西南的支锅石，向东北流经石坝水库和响水河水库，于富源县城转向南流后，称大河。大河向南流经富源县大河镇和营上镇后进入峡谷地带，成为富源县和罗平县界河，改称块择河。南流至罗平县九龙镇大发贵村转向东流，又改称喜旧汗河。干流东流至贵州省黔西南布依族苗族自治州兴义市乌沙镇岔江村左纳小黄泥河后，始称“黄泥河”。黄泥河自岔江村转向南，成为云南和贵州两省的界河，左岸为贵州兴义市，右岸为云南罗平县。黄泥河向南进入峡谷区，两岸多岩溶石山。经鲁布革水电站，于罗平县鲁布革布依族苗族乡以南新寨三江口右纳多衣河后入南盘江。干流全长257公里，其中省界河长56.5公里。

## 流域概况
黄泥河流域面积7645平方公里，地跨云南省曲靖市富源县、沾益县、麒麟区、陆良县、师宗县、罗平县以及贵州省六盘水市盘县，黔西南州兴义市。地处云贵高原，岩溶地貌较为发源。上游高原面较为完整地势起伏不大，中下游多为中低山峡谷地貌。下游景色秀美，有九龙瀑布、多衣河、鲁布革峡谷等风景名胜。
流域属亚热带低纬高原季风气候，年平均气温13～16摄氏度，平均年降水量900～1600毫米。
黄泥河流域资源丰富，上游云南富源县和贵州盘县富煤炭资源，是中国南方最大的煤炭基地。流域为滇东能源基地，建有滇东煤电厂和鲁布革水电站。
主要支流为响水河、海田小河、中安河、补木河、恩乐小河、舍打河、牛街河、九龙河、补龙河、小黄泥河和多衣河。